# نظارت بر رایانه و شبکه

نظارت بر رایانه و شبکه (انگلیسی: Computer and network surveillance) به نظارت بر فعالیت‌های رایانه‌ای و داده‌های ذخیره‌شده در هارد دیسک‌ها یا نظارت بر انتقال داده‌ها از طریق شبکه‌های کامپیوتری مانند اینترنت اطلاق می‌شود.

نظارت بر رایانه و شبکه (انگلیسی: Computer and network surveillance) به نظارت بر فعالیت‌های رایانه‌ای و داده‌های ذخیره‌شده در هارد دیسک‌ها یا نظارت بر انتقال داده‌ها از طریق شبکه‌های کامپیوتری مانند اینترنت گفته می‌شود. نظارت اغلب به صورت مخفی انجام می‌گیرد و ممکن است توسط دولت‌ها، شرکت‌ها، سازمان‌های جنایی یا افراد انجام شود. برای انجام اینگونه نظارت‌ها ممکن است نیاز به دریافت مجوز قانونی باشد، یا در پاره‌ای موارد امکان دارد بدون کسب مجوز از سوی دادگاه یا مراجع دولتی، انجام شود. برنامه‌های نظارت بر کامپیوتر و شبکه، امروزه دارای بازار گسترده‌ای می‌باشد و امکان نظارت بر تمامی ترافیک اینترنتی با استفاده از نرم‌افزارهای نظارتی، وجود دارد.